# Biagio Molin
Biagio Molin (o da Molin, Molino, da Molino; Venezia, tra il 1380 e il 1383 – prima del 21 novembre 1447) è stato un patriarca cattolico italiano.

## Biografia

### Origini e famiglia
Figlio di Filippo, apparteneva a uno dei vari rami dei patrizi Molin "del Molin d'Oro". Da un documento del 1405 sappiamo che la dimora di famiglia era a San Giovanni Nuovo.
Il padre si era sposato due volte (la prima con una donna sconosciuta, la seconda con una certa Sarai) e Biagio era uno dei figli di primo letto. Filippo ebbe altri quattro figli almeno, ma non è chiaro da quale matrimonio: Antonio, Benedetto, Francesco - podestà di Rovigno e poi amministratore dell'erario di Zara - e Graciamana - andata monaca.
La prima notizia relativa alla sua formazione è del 21 maggio 1408 quando si trovava a Padova essendo studente di diritto civile. All'epoca portava il titolo di rettore (ed era quindi chierico) degli studenti citramontani dell'Università.

### Vescovo di Pola
Nel febbraio 1410 il Senato lo elesse vescovo di Pola; qualche giorno dopo il papa ne confermò la nomina con dispensa visto l'età e la mancanza degli ordini maggiori. Nell'estate 1413, quando partecipò alla votazione per l'arcidiocesi di Corfù, risultava presbitero e vescovo consacrato.
È probabile che il Molin soggiornasse a Pola solo saltuariamente. Sappiamo che all'inizio del suo mandato aveva imposto l'interdetto su Albona a causa di alcune decime, dato che il patriarca di Aquileia Antonio Panciera gli scrisse perché lo togliesse. Continuava frattanto i suoi studi e il 15 febbraio 1412 conseguì la laurea in diritto civile; il 3 settembre 1418 aggiunse anche la laurea in diritto canonico. Presenziò lui stesso a numerose lauree, spesso accompagnato dall'amato nipote Giacomo Molin, figlio del fratello Antonio.
Cercò più volte una carica di maggior prestigio concorrendo per tre volte alle votazioni per altrettante diocesi: oltre a quella di Corfù, nel 1413 partecipò alla proba per Creta e nel 1418 a quella per Treviso; in nessun caso ebbe successo.
Nel 1417 concluse la ricostruzione della cattedrale di Pola, distrutta nel 1379 durante la guerra di Chioggia.

### Arcivescovo di Zara
Finalmente, nel febbraio 1420, fu eletto arcivescovo di Zara, importante sede primaziale della Dalmazia. Confermato da papa Martino V il successivo 4 marzo, si stabilì poi nella nuova sede venendo presto raggiunto dal fratello Francesco, nominato amministratore dell'erario cittadino. Morto quest'ultimo nel 1422, il Molin preferì cercare una nuova sistemazione e nel 1425 partecipò alla proba per la diocesi di Castello; benché fosse stato il più votato, il pontefice insediò nella sede Pietro Donà.

### Patriarca: gli anni a Roma
Nonostante il 7 ottobre 1427 il Senato avesse eletto per il patriarcato di Grado Ludovico Barbo, il 17 ottobre successivo Martino V vi traslava il Molin. Il 14 dicembre 1429 il doge Francesco Foscari lo investiva dei beni temporali del patriarcato localizzati nel Dogado, ma nel frattempo aveva partecipato, ancora senza successo, alla proba per la diocesi di Padova.
La vita del Molin ebbe una svolta nel 1431, quando venne eletto papa, con il nome di Eugenio IV, l'amico Gabriele Condulmer. Già qualche giorno dopo l'insediamento del pontefice si trovava a Roma come reggente della Cancelleria pontificia.
In questi anni ottenne numerosi benefici ma solo alcuni sono documentati. Dal 1431 fu abate commendatario dell'abbazia di Moggio, dalla quale asportò numerose opere tra cui una preziosa Bibbia. Nel 1433 gli furono confermati vari privilegi della Chiesa di Grado. Nel 1432 fu incaricato con Ludovico Barbo di riformare il monastero di Santa Maria degli Angeli. Nel 1434 ottenne l'amministrazione del monastero di Santa Maria de Monacis nella diocesi di Monreale.
Nel periodo a cavallo tra il 1433 e il 1434 divenne patriarca titolare di Gerusalemme, un prestigioso titolo che gli garantì altri importanti incarichi.
Il 4 giugno 1434, durante la rivolta scoppiata a Roma contro Eugenio IV, il Molin coprì la fuga del pontefice a Firenze. Mentre quest'ultimo, travestito da monaco, lasciava la città imbarcandosi sul Tevere, il patriarca tratteneva i capipopolo assicurando loro che il papa gli avrebbe incontrati dopo il riposo pomeridiano. La messinscena venne scoperta e il Molin fu trascinato nel Campidoglio accusato di complicità. La dinamica degli eventi successivi non è chiara: potrebbe essere riuscito a raggiungere Eugenio, oppure avrebbe trascorso un periodo in prigionia assieme al cardinale Francesco Condulmer. Certamente, dopo la fine delle tensioni il pontefice premiò la sua fedeltà offrendogli altri benefici.
Ai primi del 1438 il Molin era a Venezia con il legato pontificio Niccolò Albergati ad attendere l'arrivo dell'imperatore bizantino Giovanni VIII Paleologo e del patriarca di Costantinopoli Giuseppe II. La delegazione era diretta al concilio di Ferrara dove si discuteva dell'unificazione delle Chiese occidentale e orientale.
Nel giugno 1447 il nuovo papa Niccolò V incaricò l'arcivescovo di Corfù Martino Bernardin di sentenziare su una causa tra il Molin e alcuni trevigiani che si erano impossessati di alcuni beni che il patriarca aveva prestato al defunto vescovo di Concordia Daniele Scoti.

### La morte
Morì nei mesi successivi, sicuramente prima del 21 novembre quando il suo testamento, impugnato dal nipote Girolamo Molin che rivendicava una parte dell'eredità sottratta dal segretario dello zio Giacomo Bigneti, venne annullato da Niccolò V. Il 14 maggio successivo il papa scrisse una lettera al vescovo di Castello Lorenzo Giustiniani per convincere alcuni anonimi di restituire a Girolamo alcuni beni che erano stati del Molin.
Secondo Vespasiano da Bisticci, il Molin sperò a lungo di diventare cardinale ma non raggiunse tale dignità forse perché poco brillante e dal carattere scontroso. Ne è testimonianza una facezia di Poggio Bracciolini, nella quale si ricorda come egli, rimproverati alcuni suoi sottoposti per motivi futili, si sentì rispondere da uno di questi che la questione dipendeva dal suo "malum capum"; il Molin, tuttavia, non intese il gioco di parole e credette che l'uomo stesse incolpando sé stesso.

## Successione apostolica
La successione apostolica è:
- Arcivescovo Giacomo Veneri di Recanati (1440)